# برادران خورشید
برادران خورشید یک مجموعه تلویزیونی محصول سال ۱۳۷۴ به کارگردانی جواد شمقدری، نویسندگی  و تهیه‌کنندگی جواد شمقدری می‌باشد که از شبکه پخش شد. این مجموعه در سینماها با عنوان طوفان شن به نمایش درآمد.

## خلاصه داستان
این مجموعه نمایشی، روایتگر حوادث انقلاب از مقطع حادثهٔ طبس، تا فتح خرمشهر و جنگ نفت است. از این مجموعه تلویزیونی، نسخه‌ای سینمایی به نام «توفان شن» تدوین شد که تصویرگر حملهٔ نظامیان آمریکا به ایران در سال ۱۳۵۹ و شکست در صحرای طبس است

## بازیگران
- فیروز بهجت‌محمدی
- سیروس گرجستانی
- مهشید افشارزاده
- مهناز افضلی
- بهمن دان
- محمد الهی